# Mercuriale
Pour les articles homonymes, voir Mercuriale (homonymie).
Mercurialis
Genre
Classification APG III (2009)
Mercurialis (les mercuriales) est un genre de plantes dicotylédones de la famille des Euphorbiaceae, originaire de l'Ancien Monde.
En France, on rencontre communément trois espèces :
- mercuriale vivace (Mercurialis perennis L.), plante rhizomateuse, traçante, des sous-bois,
- mercuriale annuelle (Mercurialis annua L.), plante adventice fréquente dans les jardins et les champs cultivés.
- Mercurialis tomentosa présente en région méditerranéenne.

Ce sont des plantes herbacées, dioïques.

## Distribution
L'aire de répartition du genre Mercurialis comprend l'Europe, l'Asie occidentale jusqu'à l'Himalaya et le bassin méditerranéen.

## Taxonomie
Le genre Mercurialis a été décrit par Linné et publié dans son Species plantarum 2: 1035–1036 en 1753.
L'espèce-type du genre est Mercurialis perennis.
Étymologie
Le nom générique Mercurialis fait référence à Mercure, dieu du commerce dans la mythologie romaine, à qui est attribuée la découverte des propriétés médicinales de cette plante.

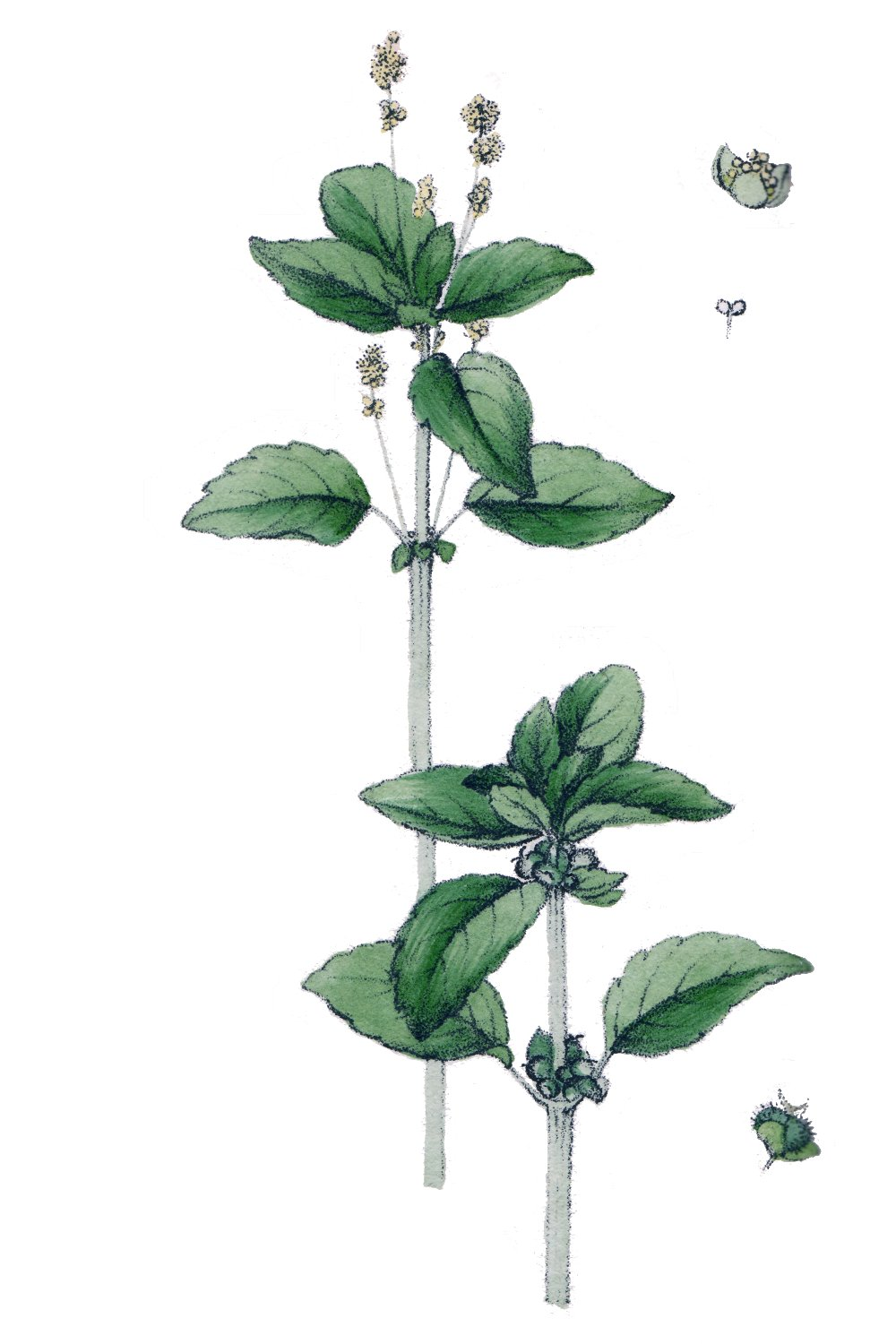
Mercurialis annua.

## Liste d'espèces
Selon World Checklist of Selected Plant Families (WCSP) (23 juin 2016) :
- Mercurialis annua L. (1753)
- Mercurialis canariensis Obbard & S.A.Harris (2006)
- Mercurialis corsica Coss. & Kralik (1850)
- Mercurialis elliptica Lam. (1797)
- Mercurialis huetii Hanry (1864)
- Mercurialis leiocarpa Siebold & Zucc. (1845)
- Mercurialis × longifolia Lam. (1797)
- Mercurialis ovata Sternb. & Hoppe (1815)
- Mercurialis × paxii Graebn. (1917)
- Mercurialis perennis L. (1753)
- Mercurialis reverchonii Rouy (1887)
- Mercurialis tomentosa L. (1753)

Selon Tropicos (23 juin 2016) (Attention liste brute contenant possiblement des synonymes) :
- Mercurialis abyssinica Hochst. ex Pax & K.Hoffn.
- Mercurialis acanthocarpa H. Lév. & Vaniot
- Mercurialis afra L.
- Mercurialis alpina Schur
- Mercurialis alternifolia Lam.
- Mercurialis ambigua L.
- Mercurialis androgyna Steud.
- Mercurialis angustifolia (Müll. Arg.) Baill.
- Mercurialis annua L.
- Mercurialis australis Baill.
- Mercurialis bupleuroides Meisn.
- Mercurialis caffra Meisn.
- Mercurialis canariensis Obbard & S.A.Harris
- Mercurialis capensis (L. f.) Spreng. ex Sond.
- Mercurialis ciliata J. Presl & C. Presl
- Mercurialis corisca Coss. & Kralik
- Mercurialis cucullata Dinter ex Pax
- Mercurialis cyanocrambe Scop.
- Mercurialis dregeana Buchinger ex Krauss
- Mercurialis elliptica Duby
- Mercurialis glabra M.E. Jones
- Mercurialis huetil Hanry
- Mercurialis indica Lour.
- Mercurialis ladanum Hartm.
- Mercurialis leiocarpa Siebold & Zucc.
- Mercurialis livida Port. ex Baumg.
- Mercurialis longifolia Host
- Mercurialis longistipes (Borbás) Baksay
- Mercurialis malinvaldi Sennen
- Mercurialis monoica (Moris) R. Durand & B. Durand
- Mercurialis nemoralis Salisb.
- Mercurialis ovata Sternb. & Hoppe
- Mercurialis pauciflora Baill.
- Mercurialis paxii Rauschert
- Mercurialis perennis L.
- Mercurialis pinnatifida Sennen
- Mercurialis procumbens L.
- Mercurialis pumila Sond.
- Mercurialis reverchonii Rouy
- Mercurialis sericea Salisb.
- Mercurialis serrata Meisn.
- Mercurialis serratifolia Pau
- Mercurialis subcordata Buchinger ex Krauss
- Mercurialis sylvatica Hoppe
- Mercurialis sylvestris Bubani
- Mercurialis tarraconensis Sennen
- Mercurialis taurica Juz.
- Mercurialis tenella Meisn.
- Mercurialis tenerifolia Baill.
- Mercurialis tomentosa L.
- Mercurialis transmorrisonensis Hayata
- Mercurialis triandra E. Mey.
- Mercurialis tricocca E. Mey. ex Sond.
- Mercurialis violofolia Kunze
- Mercurialis zeyheri Kunze
- Mercurialis × bichei Magnier
- Mercurialis × longifolia Lam.
- Mercurialis × malinvaldi Sennen
- Mercurialis × paxii Graebn.
- Mercurialis × taurica Juz.